# Краснодубье (Тверская область)
Красноду́бье — деревня на северо-западе Торопецкого района Тверской области. Входит в состав Плоскошского сельского поселения.

## География
Деревня расположена в 20 км к западу от посёлка Плоскошь. Находится на правом берегу реки Кунья (на левом — деревня Уварово), через которую построен автомобильный мост. Часовой пояс — UTC+3:00.

## Этимология
Название деревни двухосновное: от красный и дуб.

## Население
| 2010 |
| ---- |
| 46   |